# Тенардит
Тенарди́т — осадочный минерал класса сульфатов, Na2SO4. Получил своё название в честь французского химика Луи Тенара.

## Свойства
Тенардит содержит в небольших количествах воду, бром, калий, магний, хлор, сульфат кальция. Твёрдость по минералогической шкале 2,5—3, плотность 2,7 г/см³. Тенардит гигроскопичен, является сырьём для производства стекла, соды. Тенардит кристаллизуется в ромбической системе, а его высокотемпературная фаза — в гексагональной. Структура минерала островная, представлена каркасом из полиэдров натрия, соединённых между собой SO4-тетраэдрами. Бесцветные прозрачные кристаллы имеют дипирамидальный или таблитчатый вид. Характерны крестообразные двойниковые срастания, совершенная спайность. Наиболее распространены молочно-белые зернистые агрегаты. Тенардит легко растворяется в воде, обладает горько-солёным вкусом.

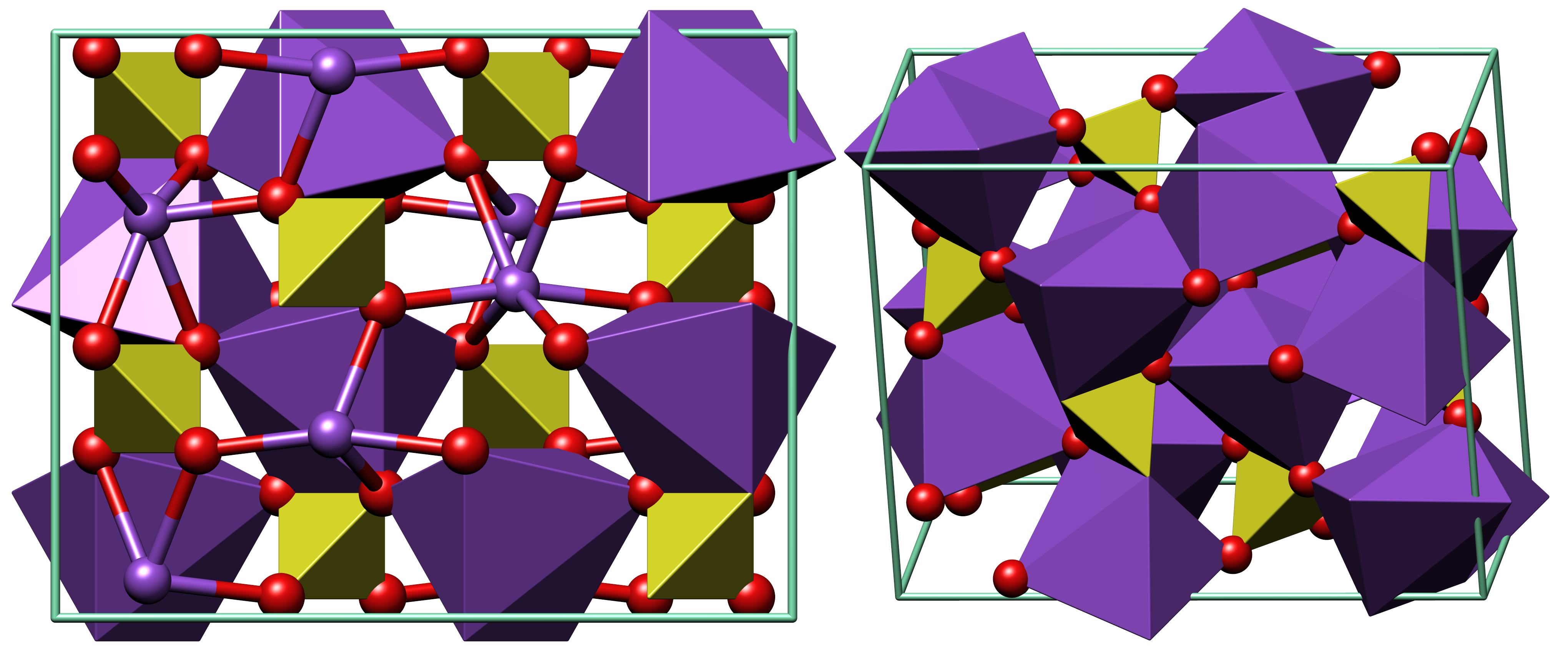
Кристаллическая структура тенардита

Тенардит — хемогенный минерал, образуется в усыхающих соленосных озёрах вместе с мирабилитом, эпсомитом, гипсом или при дегидратации мирабилита. Из пересыщенных растворов выпадает в осадок при температуре выше 32,4  °C. В присутствии хлорида натрия может кристаллизоваться при температуре до 13,5 °C.
Тенардит известен как продукт фумарольной деятельности.